# Tour di Zucchero Fornaciari
I tour di Zucchero sono ventuno.
I primi furono svolti solo in Italia, ma a partire dagli anni novanta cominciarono ad essere tour mondiali. Dai primi anni del nuovo millennio le tournée mondiali furono organizzate con alcuni significativi residency show, i più importanti dei quali all'Arena di Verona.
Zucchero, nella sua autobiografia Il suono della domenica - Il romanzo della mia vita e in diverse interviste, ha dichiarato che andare in tour è l'aspetto della sua professione che più preferisce, rispetto alle scadenze di realizzazione degli album imposte dalle case discografiche.

## Riepilogo
| Periodo   | Tour                          | Album da promuovere                                   | Concerti |
| --------- | ----------------------------- | ----------------------------------------------------- | -------- |
| 1986      | Rispetto Tour                 | Rispetto                                              | 90       |
| 1987      | Blue's Tour                   | Blue's                                                | 66       |
| 1988      | European Tour '88             | Blue's                                                | 17       |
| 1989/1990 | Oro, Incenso e Birra Tour     | Oro, incenso e birra                                  | 60       |
| 1993      | L'Urlo Tour Europa Italia     | Miserere e Walzer d'un Blues                          | 44       |
| 1995/1996 | Spirito DiVino Tour Mondiale  | Spirito DiVino                                        | 119      |
| 1996/1997 | The Best of Tour '96          | The Best of Zucchero Sugar Fornaciari's Greatest Hits | 62       |
| 1999      | Bluesugar World Tour          | Bluesugar                                             | 131      |
| 2002/2003 | Zucchero Shake Tour           | Shake                                                 | 95       |
| 2004/2005 | Zu & Co. Tour                 | Zu & Co.                                              | 32       |
| 2007      | Fly World Tour                | Fly                                                   | 113      |
| 2008      | All the Best World Tour       | All the Best                                          | 87       |
| 2008      | Live in Italy Tour            | Live in Italy                                         | 11       |
| 2011/2012 | Chocabeck World Tour          | Chocabeck                                             | 125      |
| 2013      | La sesión cubana World Tour   | La sesión cubana                                      | 65       |
| 2014      | Americana Tour                | La sesión cubana                                      | 38       |
| 2016/2017 | Black Cat World Tour          | Black Cat                                             | 137      |
| 2018      | Wanted - Un'altra storia Tour | Wanted (The Best Collection)                          | 29       |
| 2021      | Inacustico Tour               | Inacustico D.O.C. & More                              | 28       |
| 2022/2023 | World Wild Tour               | D.O.C. e Discover                                     | 115      |
| 2023/2025 | Overdose d'amore World Tour   |                                                       |          |

## Gli anni ottanta: i primi concerti e l'inizio del successo

### Rispetto Tour(1986)
Il Rispetto Tour è la prima vera tournée di Zucchero Fornaciari, che promosse l'album Rispetto.
In questa tournée, Zucchero fu accompagnato da una band costituita da:
- Beppe Martini (chitarra)
- Gepy Frattali (basso)
- Luciano Luisi (tastiere)
- Rosario Jermano (percussioni)
- Frank Raya (sax)
- Michele Leonardi (batteria)
- Gwen Aantti e Fausia Salema (sostituita successivamente da Babe Hamilton) (cori)

In alcune tappe, Zucchero, fu accompagnato sul palco da ospiti come Rossana Casale e Gino Paoli (autore di Come il sole all'improvviso).

### Blue's Tour(1987)
Il Blue's Tour è la tournée collegata all'album Blue's: fu da questo tour che Zucchero iniziò ad ottenere grande successo in Italia. La tournée comprese anche alcune date europee, le prime di Zucchero fuori dalla penisola.
La band fu composta da:
- Beppe Martini (chitarra)
- Gepy Frattali (basso)
- Luciano Luisi (tastiere)
- Jody Lindscott (percussioni)
- Michele Leonardi, Eric Daniel, Mike applebaum e James Thompson (fiati)
- Lisa Hunt (cori).

Alcune delle tappe del tour che rimasero nella memoria dei fans furono le tre di Viareggio, Rimini e Napoli durante le quali Zucchero duettò con il suo idolo Joe Cocker sulle note di With a Little Help from My Friends, e l'ultima al Palaeur di Roma, dove si esibirono anche Andrew Love e Wayne Jackson (Memphis Horns).

### European Tour '88(1988)
Lo European Tour '88 è la terza tournée di Zucchero, la seconda ad oltrepassare i confini nazionali. Questa tournée fu conseguente al grande successo dell'album Blue's in ambito europeo. Tuttavia anche Rispetto fu riproposto, tanto che la locandina del tour fu caratterizzata dall'immagine di copertina di quest'ultimo album. Le tappe portarono Zucchero in Francia, Germania, Olanda, Svizzera, Spagna, Danimarca e Belgio.
La band sarà composta da:
- Beppe Martini (chitarra)
- Gepy Frattali (basso)
- Luciano Luisi (tastiere)
- Jody Lindscott/Candelo (percussioni)
- Michele Leonardi, Eric Daniel, Mike applebaum e James Thompson (fiati)
- Lisa Hunt (cori).

### Oro, Incenso e Birra Tour(1989-1990)
Oro, Incenso e Birra Tour è la quarta tournée di Zucchero. Dopo il successo a livello mondiale dell'album Oro, incenso e birra, album promosso, anche questo tour ha il successo aspettato.
Si è articolata in tre parti: nell'estate del 1989 il cantante ha portato la tournée in Italia, agli inizi del 1990 è stato il supporto di apertura al tour del futuro amico e collega Eric Clapton in Europa , nell'autunno del 1990 il tour si è concluso in Europa, culminando con la doppia serata dell'8/9 dicembre al Cremlino di Mosca. Con questi due live Zucchero è entrato nella storia della musica per essere stato il primo artista occidentale a esibirsi al Cremlino dopo la caduta del muro di Berlino. Dalla seconda delle due serate sono stati poi tratti la videocassetta e l'album live Live at the Kremlin.
Il cantante emiliano si è avvalso della presenza di ospiti illustri quali Miles Davis e Joe Cocker, Ray Charles e Dee Dee Bridgewater, Paul Young e Clarence Clemons.

## Gli anni novanta

### L'Urlo Tour Europa Italia(1993)
L'Urlo Tour Europa Italia è la quinta tournée di Zucchero, la quarta ad essere "portata" in tutta Europa. La tournée durò per 7 mesi del 1993 e fu collegata alla promozione dell'album Miserere, anche se, di lì a poco, Zucchero avrebbe pubblicato l'album Walzer d'un Blues con i Sorapis, ospiti dell'ultima data del tour.
La tournée si divise in L'Urlo Tour Europa Italia - Invernale (28 concerti) e L'Urlo Tour Europa Italia - Estivo (16 concerti), per un totale di 44 serate.

### Spirito DiVino Tour Mondiale(1995-1996)
Lo Spirito DiVino Tour Mondiale è la tournée collegata all'album Spirito DiVino del 1995. Si è articolata in 119 spettacoli, risultando il primo tour mondiale di Zucchero a differenza del precedente L'Urlo Tour Europa Italia, solo europeo.
È stata suddivisa in due anni, il 1995 e il 1996, e ha visto la partecipazione di alcuni ospiti illustri, quali Eric Clapton, Brian May e Francesco De Gregori.

### The Best of Tour '96(1996-1997)
The Best of Tour '96 è la settima tournée di Zucchero collegata all'album-raccolta The Best of Zucchero Sugar Fornaciari's Greatest Hits (del 1996). Anch'essa, come la precedente tournée, sarà divisa in due anni: 1996 con 22 concerti, e 1997 con 40 concerti, per un totale di 62 serate. Da notare che il nome della tournée fu, poi, aggiornato a The Best of Tour '97 quando fu deciso che il tour si sarebbe prolungato anche nell'anno successivo.

### Bluesugar World Tour Mondiale(1999)
Il Bluesugar World Tour, tournée collegata all'album in studio Bluesugar, è l'ottava tournée di Zucchero, la terza mondiale. Ad oggi, con le sue 131 serate dal febbraio al dicembre 1999, rappresenta la seconda tournée più lunga del cantante emiliano, se si esclude la tournée comprendente Fly World Tour, All the Best World Tour e Live in Italy Tour, che insieme copriranno più di 200 concerti.

## Gli anni 2000

### Zucchero Shake Tour(2002-2003)
La tournée collegata all'album Shake, la nona in totale, Zucchero Shake Tour, è iniziata il 9 febbraio 2002 e si è conclusa il 1º novembre 2003. È stata composta, nel suo complesso, da 95 concerti.
Le tappe del 2002, poiché portavano la tournée in Europa, fecero assumere a quest'ultima il nome di European Shake Tour. Nel 2003, invece, poiché tutte le tappe si svolsero in Canada e nel Nord America, il tour prese il nome di Canada-Nord America Shake Tour. Questa scelta di dividere il Tour in due parti a seconda del continente si ripeterà nel biennio 2013/2014, in cui Zucchero promuoverà La sesión cubana prima in Europa e Oceania con La sesión cubana World Tour, poi in Nord-America, l'anno successivo, con l'Americana Tour.

### Zu & Co. Tour(2004-2005)
Zu & Co. Tour è la tournée destinata alla promozione della raccolta Zu & Co.del 2004. Per presentare quest'ultima, Zucchero decise di tenere un concerto-evento alla Royal Albert Hall il 6 maggio 2004 al quale parteciparono quasi tutti gli artisti dell'album, tra cui Eric Clapton (che però si limitò ad accompagnare Zucchero alla chitarra), Brian May, Ronan Keating, Luciano Pavarotti, Fehr dei Maná, Solomon Burke, Cheb Mami, Mousse T. Dolores O'Riordan, Tina Arena e la figlia Irene Fornaciari (che sostituisce Macy Gray in Like the sun), oltre che alle storica corista Lisa Hunt e Elaine Jackson. Il concerto-evento, che venne trasmesso in differita su Rai 2 e pubblicato in DVD nel settembre del 2004, può essere considerato la data-0 dell'intero tour.

### Fly World Tour(2007)
Il Fly World Tour è la tournée collegata all'album Fly, l'undicesima di Zucchero. Questa tournée e le due successive, All the Best World Tour e Live in Italy Tour, rappresenteranno un unico tour di circa un anno e mezzo dal maggio 2007 al dicembre 2008, e di oltre 200 concerti.

### All the Best World Tour(2008)
L'All the Best World Tour è la dodicesima tournée di Zucchero, collegata all'album raccolta con cover All the Best.
Si articola in 85 concerti in giro per il mondo da marzo a dicembre 2008. Il Live in Italy Tour può essere considerato come epilogo di tale tour, essendo immediatamente successivo, sebbene legato ad un album differente, cioè Live in Italy.
Il concerto del 14 giugno 2008, presso lo Stadio Giuseppe Meazza di San Siro a Milano, è stato registrato e incluso nell'album Live in Italy, così come il concerto del 23 settembre 2007 del Fly World Tour presso l'Arena di Verona.

### Live in Italy Tour(2008)
Il Live in Italy Tour è una tournée di Zucchero, la tredicesima, collegata all'album live Live in Italy, uscito il 27 novembre 2008.
Questa tournée si è svolta solo nel dicembre 2008, per un totale di 11 date in altrettante città italiane, e rappresenta l'epilogo dell'All the Best World Tour.

## Gli anni 2010

### Chocabeck World Tour(2011-2012)
Il Chocabeck World Tour è la quattordicesima tournée di Zucchero, collegata all'album Chocabeck, uscito nel 2010.
Il Tour si articola in due anni, 2011 e 2012, e tocca svariati paesi di diversi continenti, per un totale di 125 spettacoli.
La scaletta dei concerti del Tour è stata fortemente sbilanciata sull'album Chocabeck, il quale è stato eseguito interamente e nel preciso ordine del disco, in quanto, nelle intenzioni del cantautore emiliano, questo lavoro può essere considerato come un "concept album" che racconta una domenica dall'alba al tramonto di un immaginario paese della "Bassa" Pianura Padana.

### La sesión cubana World Tour(2013)
La sesión cubana World Tour 2013 è la quindicesima tournée di Zucchero, la prima collegata all'album La sesión cubana. Si è svolta dall'aprile al luglio 2013 per un totale di 65 concerti. Per la prima volta nella sua carriera il cantante emiliano si esibisce in paesi dell'Oceania diversi dall'Australia, nelle prime tappe del tour. Queste tappe iniziali in Oceania dovevano essere comprese nella seconda parte del Chocabeck World Tour dell'anno precedente, ma, per ragioni logistiche, non erano state realizzate.
L'8 dicembre 2012, a L'Avana, Zucchero presenta il nuovo disco La sesión cubana con un enorme concerto-evento presso il parco dell'Istituto Superiore delle Arti a cui assistono più di 70 000 persone, organizzato in collaborazione con il Ministero della Cultura, l'Istituto Cubano della Musica, l'Università delle Arti e l'Ambasciata Italiana. Questo speciale live, ritenuto il secondo più grande concerto mai tenuto da un cantante straniero nella Cuba sotto embargo, può essere considerata la data-0 dell'intero tour successivo.

### Americana Tour(2014)
L'Americana Tour è la sedicesima tournée di Zucchero, la seconda collegata all'album La sesión cubana.
Si è svolta nei mesi di marzo, aprile e maggio 2014 nel continente nordamericano, per l'esattezza in Canada con 12 concerti, e negli Stati Uniti con 26 concerti. È l'epilogo del più lungo La sesión cubana World Tour svoltosi nel 2013, tournée che aveva lasciato da parte, per ragioni logistiche, quest'area del pianeta. Questa scelta di dividere il tour promozionale di un album in due parti diverse era già stata intrapresa con lo Zucchero Shake Tour.
Di grande impatto è stata la data del 23 aprile 2014, durante la quale si è svolto il leggendario concerto di Zucchero al Madison Square Garden di New York: un live unico con ospiti speciali come Sting, Elisa, Fiorella Mannoia, Fher dei Manà, Lorenzo Jovanotti Cherubini, Chris Botti, Sam Moore, Andrea Griminelli, Irene Fornaciari e un coro gospel.

### Black Cat World Tour(2016-2017)
Il Black Cat World Tour è la diciassettesima tournée di Zucchero, collegata all'album Black Cat. Il tour ha previsto tre residency show all'Arena di Verona nel settembre 2016, maggio e settembre 2017. Grazie a questo il bluesman italiano diventa il primo, e finora unico, cantante a realizzare ventidue concerti all'interno della stessa tournée nell'anfiteatro scaligero, avendo tolto il primato di dieci date a Luciano Ligabue. Il tour è anche il primo di Zucchero a fare tappa in Nuova Zelanda, Giappone e Paraguay, e risulta essere il suo più lungo della carriera, con 137 spettacoli totali e oltre un milione di biglietti venduti.

### Wanted - Un'altra storia Tour(2018)
Il Wanted - Un'altra storia Tour è la diciottesima tournée di Zucchero, collegata alla raccolta Wanted (The Best Collection). Composta da una prima parte invernale in Italia e da una seconda estiva caratterizzata da partecipazioni ad importanti festival ed eventi internazionali, per un totale di 29 spettacoli, è la prima tournée del bluesman a fare tappa in Macedonia. Di grande impatto sono state le date di Piazza San Marco, riutilizzata dopo sette anni per ospitare un concerto, e di Hyde Park. Rappresenta di fatto l'epilogo del Black Cat World Tour.

## Gli anni 2020

### Inacustico Tour(2021)
Inacustico Tour è la diciannovesima tournée di Zucchero, collegata all'album Inacustico D.O.C. & More. Inizialmente non prevista, fu programmata, con capienza limitata, al posto del D.O.C. World Tour in seguito al perdurare della pandemia di COVID-19.

### World Wild Tour(2022-2023)
Il World Wild Tour è la ventesima tournée di Zucchero, collegata agli album D.O.C. e Discover. Coincise con l'inizio delle celebrazioni dei quarant'anni di carriera, con l'evento Diavolo in R.E., e si sviluppò, in linea con le precedenti tournée mondiali, con residency show per le tappe italiane e concerti più itineranti per le altre date, molte delle quali recupero del D.O.C. World Tour rimandato a causa della pandemia di COVID-19. Alcuni concerti furono svolti da Zucchero come ospite in eventi di The Rolling Stones, Andrea Bocelli ed Eric Clapton.

### Overdose d'amore World Tour(2023-2025)
L'Overdose d'amore World Tour è la ventunesima tournée di Zucchero, non collegata ad album specifici, naturale prosecuzione del precedente World Wild Tour, anche per quanto riguarda la scaletta eseguita. Rappresentò il ritorno del bluesman negli stadi italiani, mentre alcune delle date coincisero con ospitate in tournée di Andrea Bocelli.